# 唐安县 (先天)
唐安县，中国古县名。
唐朝先天元年（712年），当是避皇帝李隆基名讳，以唐隆县改名，治所在今四川省崇州市东南江源镇。属蜀州。至德二载（757年）改为唐兴县。五代时复为唐安县。北宋开宝四年（971年）改为江源县。